# Витримон
Витримо́н (фр. Vitrimont) — коммуна во французском департаменте Мёрт и Мозель региона Лотарингия. Относится к  кантону Люневиль-Нор.	

## География
Витримон расположен в 22 км к юго-востоку от Нанси. Соседние коммуны: Дёвиль на северо-востоке, Жоливе на востоке, Люневиль на юго-востоке, Антелю и Юдивиллер на западе.

## История

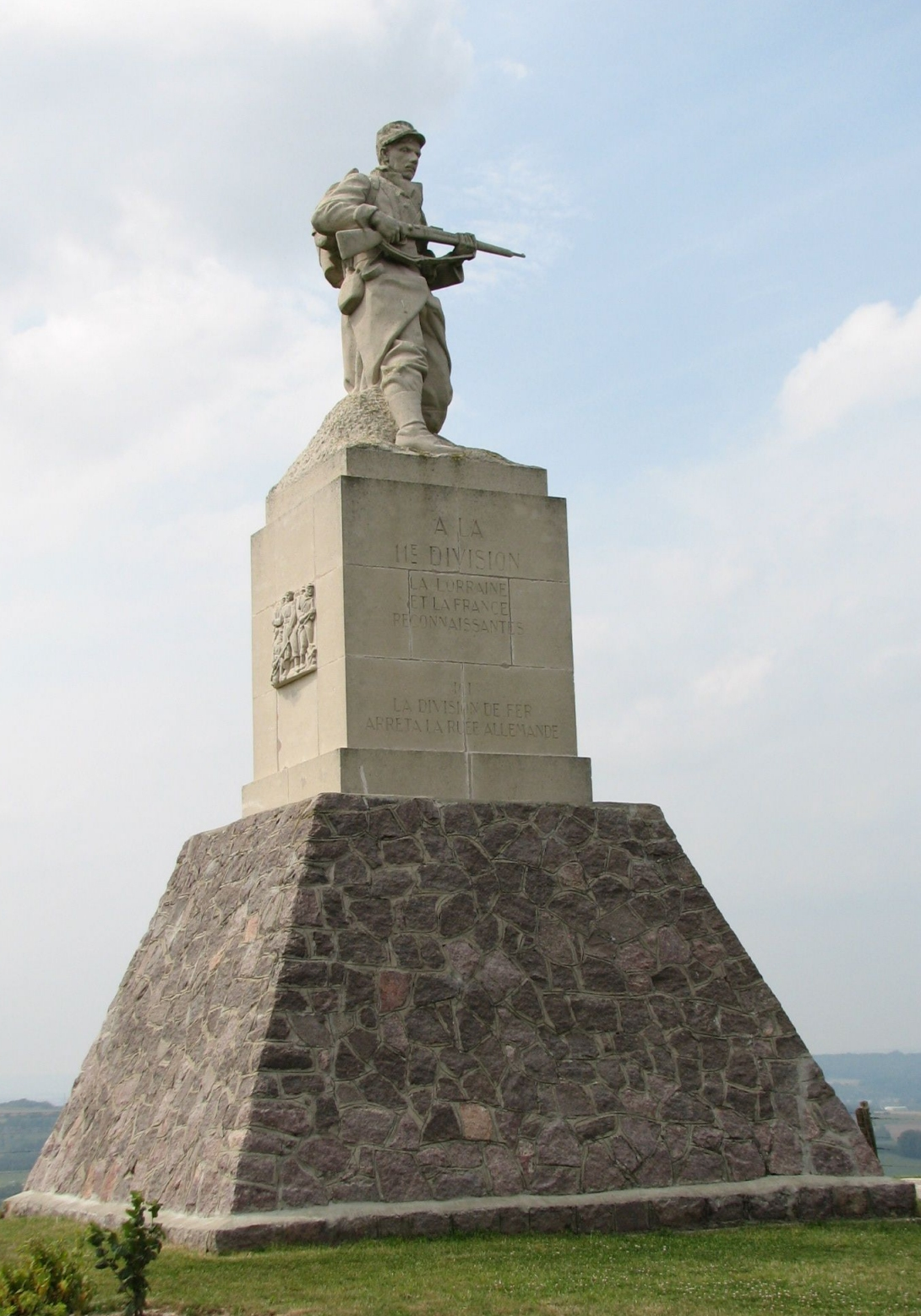
Монумент Первой мировой войны на высоте Ле-Леомон в окрестностях Витримона.

- В окрестностях Витромона, в частности, на высоте бывшей деревни Ле-Леомон, которая занимает стратегическое положение, проходили ожесточённые бои во время Первой мировой войны 23-29 августа 1914 года.

## Демография
Население коммуны на 2010 год составляло 380 человек.
| 1962 | 1968 | 1975 | 1982 | 1990 | 1999 | 2010 |
| ---- | ---- | ---- | ---- | ---- | ---- | ---- |
| 183  | 208  | 263  | 307  | 324  | 356  | 380  |

## Достопримечательности
- Военное кладбище французских солдат, погибших в Первую мировую войну в боях за Люневиль.